# Tridev
Tridev (hindi:त्रिदेव, tj. Trójca) to indyjski film akcji z 1989 roku w reżyserii Rajiva Rai. Film zemsty i walki z bezprawiem, podczas której łamane jest prawo. Bohaterów, tytułową trójcę, grają znani w Indiach aktorzy: Naseeruddin Shah, Sunny Deol i Jackie Shroff. Zwalczanego gangstera gra Amrish Puri. Film cieszył się w Indiach dużą popularnością.

## Fabuła
Bombaj. Policjant Karan Saxena (Sunny Deol) bardzo lubi zwalczać bandytów w pojedynkę. Może pokonać każdą ilość. Nie umie jednak przewidzieć siły strachu i szantażu, dzięki którym ze świadka oskarżenia złapanego bandyty sam staje się oskarżonym. Takiego zhańbionego policjanta nie chce już na zięcia jego teść (skądinąd szef posterunku - Anupam Kher). Na nic łzy  Divyi (Madhuri Dixit), córki komisarza Mathura. Karan zostaje przeniesiony na prowincję. Tymczasem wielbiący prawo i swój mundur  jak Boga  komisarz Mathur woli poświęcić porwaną córkę niż ustąpić bandytom. Jego syn Ravi (Jackie Shroff) broni honoru siostry łamiąc prawo.
Tymczasem zesłany na wieś Karan spotyka tam Jaia Singha (Naseeruddin Shah). Ich przyjaźń zaczyna się od posadzenia Jaia za kratki. Okazuje się jednak, ze napadając po nocach na tych, co łupią biednych ludzi, jest on większym bojownikiem o sprawiedliwość niż większość polityków czy przekupni policjanci. Karan, Ravi i Jai spotykają się tworząc gniewną trójcę zwalczającą zło, którego ucieleśnieniem jest sponsorujący wybory dakoita - biznesmen Bhairav Singh (Amrish Puri).

## Obsada
- Naseeruddin Shah ... Jay Singh
- Sunny Deol ... Inspektor Karan Saxena
- Jackie Shroff ... Ravi Mathur
- Madhuri Dixit ... Divya Mathur
- Sangeeta Bijlani ... Natasha Tejani
- Sonam ... Renu
- Anupam Kher ... komisarz Mathur
- Amrish Puri ... Bhujang/Bhairav Singh
- Raza Murad ... Mantriji
- Dalip Tahil ... Don
- Rajesh Vivek ... Raghav
- Tej Sapru ... syn Bhujang
- Dan Dhanoa ... syn Bhuanga
- Shekhar Suman ...  reporter prasy
- Vijayendra Ghatge ... Ramesh
- Sharat Saxena ... inspektor policji
- Yunus Parvez ... reżyser filmu

## Nagrody i nominacje

### Filmfare Awards
Nagroda Filmfare za Najlepszy Playback Kobiecy Sapna Mukherjee
nominacja do   Nagroda Filmfare dla Najlepszego Aktora Drugoplanowego -
Amrish Puri
nominacja do   Nagrody Filmfare za Najlepszy Playback Męski -
Amit Kumar
nominacja do   Nagroda Filmfare za Najlepszy Playback Kobiecy -
Alisha Chinoy
nominacja do   Nagroda Filmfare za Najlepszą Muzykę -
Kalyanji Veerji
nominacja do   Nagroda Filmfare za Najlepszą Muzykę -
Anandji

## Piosenki śpiewają
- Alka Yagnik, Manhar Udhas - Gali Gali Mein
- Amit Kumar i Sapna Mukherjee - Tirchi Topi Wale
- Sadhana Sargam i Mohammed Aziz Main Tere Mohabbat Mein
- Alisha Chinoy - Raat Bhar Jaam Se
- Alka Yagnik, Sadhana Sargam  i Sapna Mukherjee - Gazar ne kiya hai